# Smiljan vára
Smiljan vára egy középkori várhely Horvátországban, a Lika-Zengg megyei Gospićhoz tartozó Smiljan területén.

## Fekvése
A Gospićtól nyugatra, a Likai karsztmezőn fekvő Smiljan Milkovića Varoš nevű településrésze fölé magasodó 608 méteres Smiljan nevű magaslaton találhatók maradványai.

## Története
Ezt a várat is csak Glavinić zenggi püspök 1696-os likai leírása említi. Juraj Kovačević smiljani plébános által készített alaprajz szerint a vár a múlt század elején egy kerek toronyból és egy azt körülvevő falgyűrűből állt, amely könnyen védhető akadályt képezett a torony bejáratához. A váron belül valószínűleg egy, a Boldogságos Szűznek szentelt templom állt, amelyet 16. századi írásokban Sancta Dominica néven említenek.

## A vár mai állapota
Ma ezen a helyen csak a kerek torony nyomai láthatók, míg a belőle kijött falnak nem látni a nyomát.